# Lijst van voetbalinterlands Azerbeidzjan - Rusland (vrouwen)
Deze lijst van voetbalinterlands is een overzicht van alle officiële voetbalinterlands tussen de nationale vrouwenteams van Azerbeidzjan en Rusland. De landen hebben tot nu toe vier keer tegen elkaar gespeeld.

## Wedstrijden
| № | Plaats | Datum             | Competitie           | Wedstrijd              | Uitslag |
| - | ------ | ----------------- | -------------------- | ---------------------- | ------- |
| 1 | Moskou | 17 september 2021 | WK 2023 kwalificatie | Rusland − Azerbeidzjan | 2 − 0   |
| 2 | Bakoe  | 25 november 2021  | WK 2023 kwalificatie | Azerbeidzjan − Rusland | 0 − 4   |
| 3 | Sotsji | 28 november 2024  | Vriendschappelijk    | Rusland − Azerbeidzjan | 1 − 0   |
| 4 | Sotsji | 2 december 2024   | Vriendschappelijk    | Rusland − Azerbeidzjan | 1 − 0   |

## Samenvatting
| Competitie        | Totaal gespeeld | Winst Azerbeidzjan | Gelijk | Winst Rusland | Doelsaldo Azerbeidzjan – Rusland |
| ----------------- | --------------- | ------------------ | ------ | ------------- | -------------------------------- |
| WK-kwalificatie   | 2               | 0                  | 0      | 2             | 0 − 6                            |
| Vriendschappelijk | 2               | 0                  | 0      | 2             | 0 − 2                            |
| Totaal            | 4               | 0                  | 0      | 4             | 0 − 8                            |